# Repartidor

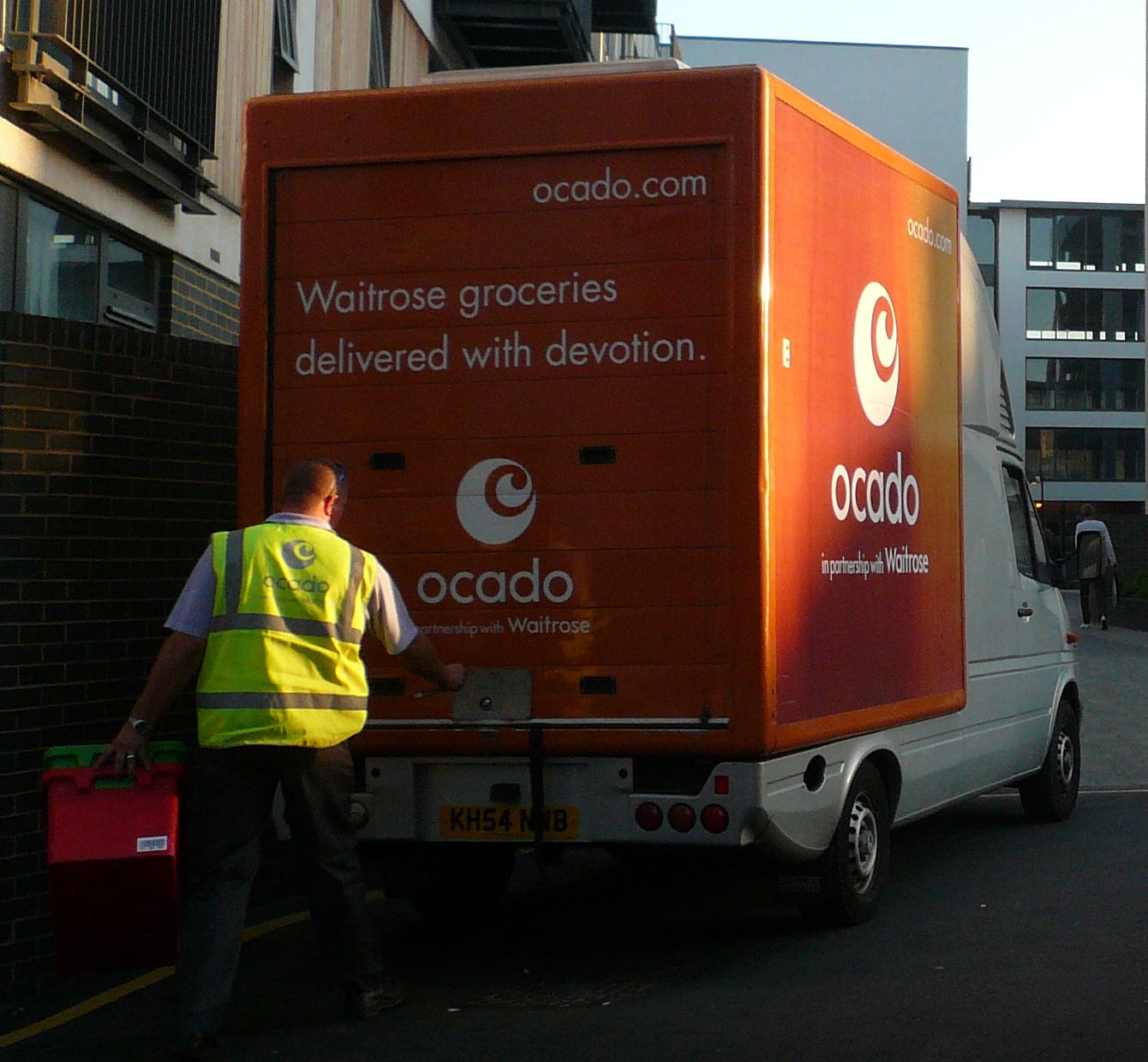
Repartidor con su camioneta de reparto

Se llama repartidor a la persona que tiene por oficio entregar paquetes, mercancía o documentos a personas, compañías o instituciones. 
Los repartidores transportan la mercancía bien desde la fábrica en que se produce hasta los puntos de venta, bien desde el comercio al domicilio del consumidor. Para hacer su trabajo, el repartidor puede hacer el recorrido a pie o servirse de diferentes medios de transporte como bicicleta, motocicleta, automóvil, furgoneta o camión. Entre las funciones del repartidor figuran la entrega de la mercancía en el lugar correcto y el cobro de la misma o, en su caso, la recepción de un justificante o recibo de la entrega realizada.

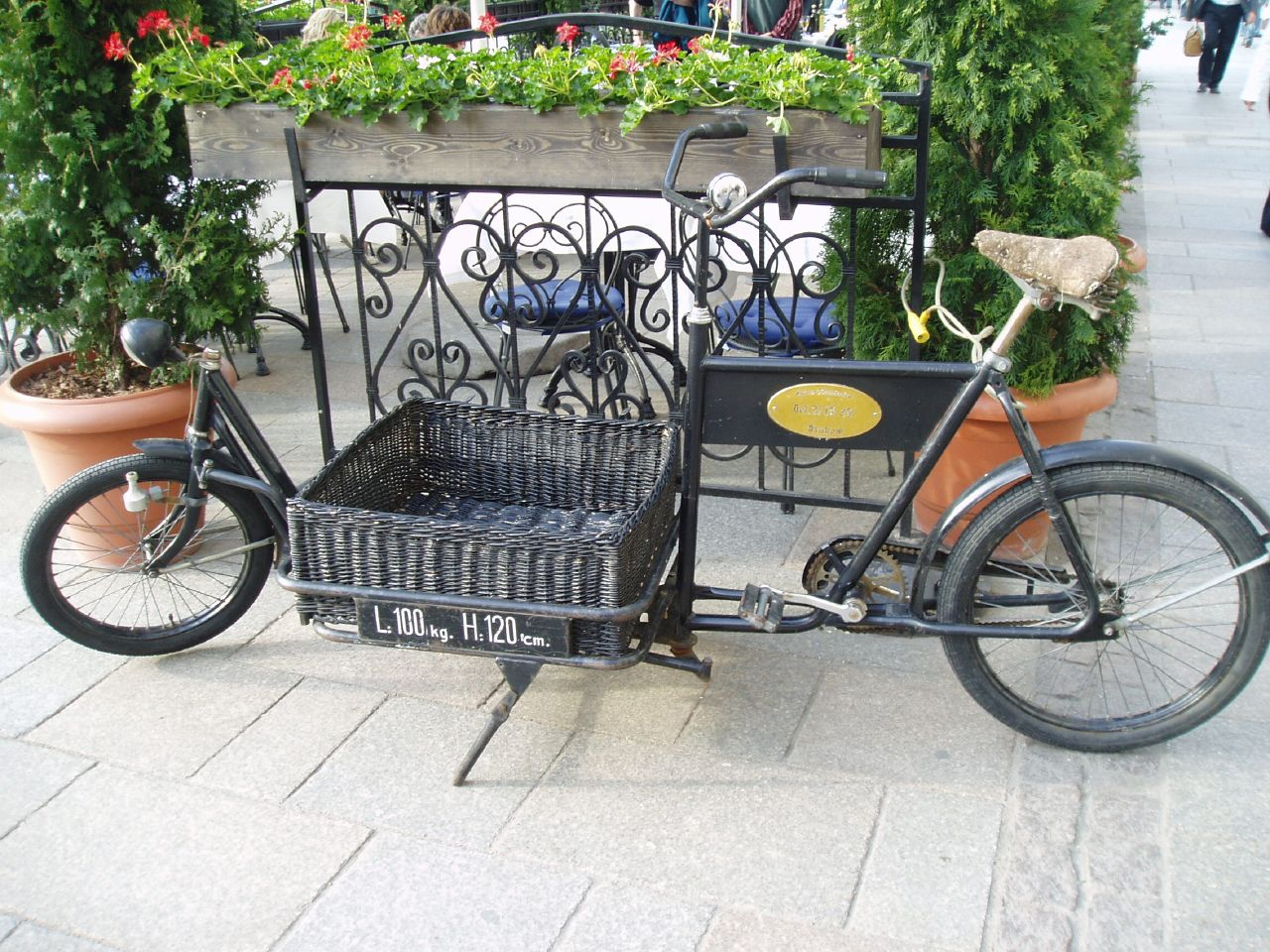
Bicicleta de reparto

Otras formas de reparto son la entrega de dinero, documentos o telegramas, la distribución de material publicitario por las viviendas, la entrega de comida rápida encargada a los restaurantes por teléfono o internet (son característicos los repartidores de pizzas) o el reparto de bombonas de butano. 
Las empresas que se dedican expresamente a la entrega de paquetería suelen vestir a sus repartidores con uniformes que reflejan la imagen de marca de la empresa. Em este caso, los empleados realizan la doble función de entregar la mercancía y recoger los paquetes preparados para su envío.
Los repartidores celebran su día los 17 de agosto de cada año

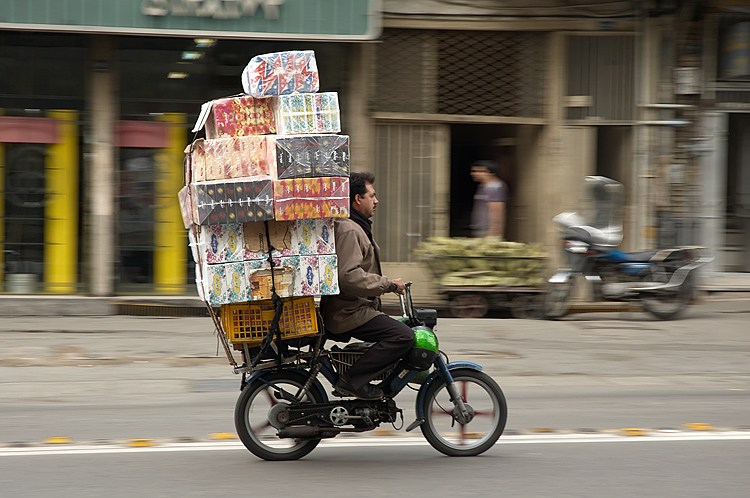
Repartidor en motocicleta en Teherán

Una modalidad especial de entrega la constituyen los repartidores de periódicos. La necesidad de renovación diaria del producto y las horas en que se hacen las entregas confieren a este reparto un perfil característico. Los repartidores se ocupan de entregar cada mañana los periódicos en los puntos de venta así como en los domicilios de los suscriptores. Para ello, se ayudan de camiones, camionetas o bicicletas que cargan de madrugada para que el producto esté disponible al abrir los establecimientos. También es responsabilidad suya cargar las máquinas expendedoras de periódicos, si es que existen, y recaudar los ingresos generados. Eventualmente, pueden recoger los periódicos que no fueron vendidos el día anterior.